# Karim Adda
 (novembre 2022).
Si vous disposez d'ouvrages ou d'articles de référence ou si vous connaissez des sites web de qualité traitant du thème abordé ici, merci de compléter l'article en donnant les références utiles à sa vérifiabilité et en les liant à la section « Notes et références ».
Pour les articles homonymes, voir Adda (homonymie).
Karim Adda, né le 10 décembre 1972, est un réalisateur, producteur, scénariste et acteur français d'origine tunisienne.

## Biographie

### Famille
Karim Adda est le fils de Serge Adda et le petit-fils de Georges Adda et de Gladys Adda.
Il a deux filles.

### Carrière
La principale prestation de Karim Adda est dans la série Caméra Café (2001) dans laquelle il interprète le rôle de Vincent Schneider, alias « Vince »
Il est également apparu dans le film Assassin(s) (1997) de Mathieu Kassovitz et dans un épisode de la série Extrême Limite (saison 2, épisode 35) où il tient le rôle principal.
Il apparaît dans le clip Millésime du chanteur Pascal Obispo.
Il participe depuis à l'écriture et à la production de la série Scènes de ménages diffusée sur M6.
En 2019, il tient un rôle dans Nous finirons ensemble de Guillaume Canet.

## Filmographie

### Acteur

#### Cinéma
- 1997 : Assassin(s) de Mathieu Kassovitz : Marc dans le sitcom
- 2001 : Grégoire Moulin contre l'humanité d'Artus de Penguern : un joueur de l'Olympique Parisien
- 2005 : Espace détente de Bruno Solo et Yvan Le Bolloc'h : Vince Schneider
- 2006 : Ne le dis à personne de Guillaume Canet : le patient impatient
- 2007 : Un château en Espagne d'Isabelle Doval : l'homme au théâtre
- 2009 : Le Siffleur de Philippe Lefebvre : Francis, le serveur
- 2011 : Mineurs 27 de Tristan Aurouet : le croupier
- 2018 : Le Grand Bain de Gilles Lellouche : le présentateur du gala
- 2019 : Nous finirons ensemble de Guillaume Canet : un ami d'Alain, une relation de Max

#### Courts métrages
- 1997 : Banb Bang Shooting Story de Christophe Morin : Félicien
- 1999 : Il était une fois dans l'Oise de Christophe Morin
- 2002 : Pourkoi... passkeu de Tristan Aurouet et Gilles Lellouche
- 2003 : Le Paravent d'Agathe de la Boulaye : Laurent
- 2004 : Rien de grave de Renaud Philipps : la voix du steward
- 2004 : Clau Clau l'oiseau de Cyril Paris : Alain
- 2005 : Le Monde ne marche pas non plus de Claude Junior Zidi : Alain
- 2007 : Santa Closed de Douglas Attal : Morty
- 2007 : J'ai plein de projets de Karim Adda : l'homme aux projets
- 2009 : Accro ô croco d'Olivier Crespin :

#### Télévision
- 1994 : Extrême Limite (épisode « Accro ») : Martin
- 2002-2004 : Caméra Café : Vincent Schneider, alias « Vince »
- 2003 : Central Nuit (« Le Dessous des quartiers chics » de Didier Delaître)
- 2003 : Maigret (« Les Petits cochons sans queue » de Charles Némès) : l'inspecteur Launay
- 2005 : Alice Nevers, le juge est une femme  (« Feu, le soldat du feu » de Christian Bonnet) : Tony Serrano
- 2006 : Alice Nevers, le juge est une femme (« Des goûts et des couleurs » de Joyce Buñuel) : Manu
- 2009 : Entre mère et fille de Joëlle Goron : Vincent
- 2012 : Scènes de ménages (saison 4, épisode 185) : le facteur vendeur de calendrier
- 2012 : Scènes de ménages (saison 5, épisode 253) : le facteur voulant un recommandé
- 2022 : Caméra Café, 20 ans déjà de Bruno Solo et Yvan Le Bolloc'h : Vince

### Réalisateur

#### Courts métrages
- 2001 : Boomer[1]
- 2006 : J'ai plein de projets[2]
- 2007 : La 17ème Marche[3]

#### Télévision
- 2012 : Scènes de ménages (épisode « Ce soir ils reçoivent ! »)

### Scénariste

#### Courts métrages
- 2001 : Boomer
- 2006 : J'ai plein de projets avec Vincent Juillet
- 2007 : La 17ème Marche avec Vincent Juillet

## Distinctions

### Nominations
- 2007 : Festival international de court-métrage de Prague pour La 17e marche
- 2007 : Festival itinérant de films européens d'Ankara pour La 17e marche
- 2007 : Semaine de la critique - Festival de Cannes pour La 17e marche

### Récompenses
- 2007 : Grand prix Festival comédie de l'Alpes d'Huez pour J'ai plein de projets
- 2007 : Prix de la mise en scène festival de Valenciennes pour J'ai plein de projets
- 2007 : Prix du Jury Festival de Velizy pour J'ai plein de projets
- 2008 : Grand prix Festival comédie de l'Alpes d'Huez pour La 17e marche
- 2008 : Prix de la mise en scène festival de Valenciennes pour La 17e marche
- 2008 : Grand prix Festival de Saint-Raphaël pour La 17e marche